# Kayden Carter
Allysa Lane (* 20. Mai 1988 in Winter Park, Florida) ist eine amerikanische Wrestlerin. Sie steht bei der WWE unter Vertrag und tritt regelmäßig in deren Show NXT auf. Ihr bislang größter Erfolg ist der Erhalt der NXT Women’s Tag Team Championship.

## Wrestling-Karriere

### Erste Anfänge (2016–2018)
Lane schrieb sich 2016 in die Team 3D Academy ein und rang regelmäßig für verschiedene unabhängige Promotions in Florida. Ihr erstes Match war ein Sieg gegen Trish Adora, für die Go Wrestle-Promotion in Daytona Beach im August 2016. Lane hatte im Februar 2017 ein Tryout im WWE Performance Center, wonach ihr ein Entwicklungsvertrag angeboten wurde. Eine Untersuchung ergab jedoch eine Arthritis in ihrem Knie, woraufhin der Vertrag gekündigt wurde. Lane verbrachte vier Monate damit, ihr Knie zu rehabilitieren. Im November 2017 wechselte sie zu The Crash Lucha Libre nach Tijuana, Baja California, Mexiko, und gewann schließlich am 20. Januar 2018 einen Titel in Keyra. Sie hielt den Titel 175 Tage lang, bevor sie ihn an Tessa Blanchard verlor.

### World Wrestling Entertainment (seit 2018)
Nach einem zweiten medizinischen Gutachten unterschrieb sie im Juli 2018 bei der WWE. Lane nahm an dem Mae Young Classic teil und besiegte Vanessa Kraven in der ersten Runde und Taynara Conti in der zweiten Runde, bevor sie im Viertelfinale von Meiko Satomura besiegt wurde. Im September 2019 wurde Lanes Ringname in Kayden Carter geändert. In der NXT-Folge vom 29. Januar 2020 hatte Carter ihren ersten Sieg im Fernsehen und besiegte Chelsea Green. Einen darauf folgenden Rückkampf verlor Carter.
Am 2. August 2022 gewann sie zusammen mit Katana Chance die NXT Women’s Tag Team Championship. Hierfür besiegten Carter und Chance in einem Fatal-Four-Way-Elimination-Tag-Team-Match Toxic Attraction Gigi Dolin und Jacy Jayne, Yulisa Leon und Valentina Feroz sowie Ivy Nile und Tatum Paxley, um die vakanten Titel zu gewinnen. Die Regentschaft hielt 186 Tage, sie verloren die Titel am 4. Februar 2023 bei NXT Vengeance Day (2023) an Fallon Henley und Kiana James.

## Titel und Auszeichnungen
- The Crash Lucha Libre
  - The Crash Women’s Championship (1×)

- World Wrestling Entertainment
  - NXT Women’s Tag Team Championship (1×) mit Katana Chance
  - WWE Women’s Tag Team Championship (1×) mit Katana Chance